# Elsah
Elsah es una villa ubicada en el condado de Jersey en el estado estadounidense de Illinois. En el Censo de 2010 tenía una población de 673 habitantes y una densidad poblacional de 237,74 personas por km².

## Geografía
Elsah se encuentra ubicada en las coordenadas 38°57′15″N 90°21′19″O / 38.95417, -90.35528. Según la Oficina del Censo de los Estados Unidos, Elsah tiene una superficie total de 2.83 km², de la cual 2.83 km² corresponden a tierra firme y (0%) 0 km² es agua.

## Demografía
Según el censo de 2010, había 673 personas residiendo en Elsah. La densidad de población era de 237,74 hab./km². De los 673 habitantes, Elsah estaba compuesto por el 93.46% blancos, el 1.49% eran afroamericanos, el 0.3% eran amerindios, el 0.74% eran asiáticos, el 0.45% eran isleños del Pacífico, el 1.63% eran de otras razas y el 1.93% pertenecían a dos o más razas. Del total de la población el 3.27% eran hispanos o latinos de cualquier raza.